# 万成
万成（まんせい、生年不詳 - 1855年）は、江戸時代後期の僧。肥後国天草に生まれ、天保4年（1833年）11月より尾張国岩作（現在の長久手市）の曹洞宗安昌寺住職となった。
禅学に通じ、優れた書を残したほか、漢詩も嗜んだ。中年に失明。その後の書は弟子の筆記となる。
嘉永4年（1851年）2月、藩主井伊直弼に招かれ彦根藩に赴き、現地で生涯を終えた。